# Muktinath
Muktinath (nep. मुक्तिनाथ, trl. Muktināth, trb. Muktinath) – gaun wikas samiti w zachodniej części Nepalu w strefie Dhawalagiri w dystrykcie Mustang. Według nepalskiego spisu powszechnego z 2001 roku liczył on 186 gospodarstw domowych i 990 mieszkańców (493 kobiet i 497 mężczyzn).